# One Day (canción de Matisyahu)
«One Day» —en español: «Un día»— es una canción cantante de reggae judío Matisyahu, por primera vez en 2009, su primer single desde Jerusalem (Out of the Darkness Comes Light). La canción también fue incluida como una adición de último minuto del álbum de Matisyahu Light. La canción expresa la esperanza de que se ponga fin a la violencia y una oración para una nueva era de paz y entendimiento. Apareció en la lista Modern Rock en el número 21 y el número 38 en la tabla de EE.UU. Rock, también en marzo de 2010, debutó en el Billboard Hot 100 en el número 90 y alcanzó el número 85.

## Remix
El remix oficial de la canción cuenta con Akon y fue lanzado a las estaciones de radio en enero de 2010. Un segundo remix con Infected Mushroom fue lanzado en febrero de 2010.
Hay una versión de la canción que aparece en Listen Up! The Official 2010 FIFA World Cup Album con Nameless.

## Usos en otros medios
- La canción fue cantada por el grupo Emblem3 en The X Factor el 31 de octubre de 2012.
- La canción fue utilizada extensivamente como el tema central de la NBC Cuenta regresiva atrás para la campaña Juegos Olímpicos de Invierno.
- La canción fue utilizada al final del primer tráiler de la película Esperando a Superman.
- La canción fue utilizada brevemente de Tom Brokaw Bridging the Divide
- El 4 de junio de 2011, Palestina marciales mixtas artista Ramsey Nijem utiliza la canción como su música de entrada para su pelea contra Tony Ferguson en consonancia con el mensaje universal de la canción de la paz y el entendimiento
- La canción también fue incluida en la lista de reproducción de la canción del juego, NBA 2K10
- La canción se reproducirá cuando Annie llega a Israel en la tercera temporada de Covert Affairs
- La canción fue utilizada para el Life Vest Inside Kindness Boomerang, un cortometraje con las buenas obras y la bondad
- La canción fue utilizada por SportTV en su cobertura de la Copa Mundial de Fútbol de 2010

## Video musical
El video musical muestra un número de gente pasando y ver carteles de Matisyahu.

## Posicionamiento en listas
| Listas (2009–2010)               | Mejor posición |
| -------------------------------- | -------------- |
| Israel (Media Forest)            | 1              |
| U.S. Billboard Hot 100           | 85             |
| U.S. Billboard Alternative Songs | 21             |
| U.S. Billboard Pop Songs         | 35             |
| U.S. Billboard Rock Songs        | 38             |
| Japan Hot 100                    | 37             |